# RNA-polymerase I

Schematische voorstelling van de transcriptie

RNA-polymerase I of Pol I is een RNA-polymerase, die betrokken is bij de transcriptie van een pre-ribosomaal RNA-streng met een sedimentatiecoëfficiënt van 45S. (45S wordt door RNA-modificatie omgezet in de rRNA's 18S; 5,8S; 28S), maar niet bij die van 5S rRNA, dat aangemaakt wordt door RNA-polymerase III. Daarnaast is dit enzym betrokken bij de productie van vele snRNA's (sn staat voor het Engelse small nuclear) in de celkern. Het enzym komt voor in de celkern van eukaryoten.

## Structuur en functie
RNA-polymerase I is een 590 kDa groot enzym, dat bestaat uit 14 proteïne-subeenheden (polypeptiden). De kristalstructuur werd in 2013 opgehelderd bij de gist Saccharomyces cerevisiae met een resolutie van 280 pm (dit is ongeveer 2,5 tot 3 keer de diameter van atomen). Twaalf subeenheden zijn hetzelfde of hebben verwante tegenhangers in RNA-polymerase II (Pol II) en RNA-polymerase III (Pol III). De andere twee subeenheden zijn verwant aan factoren die RNA-polymerase II activeren en hebben structurele homologen in RNA-polymerase III.
Ribosomaal-DNA-transcriptie komt alleen voor in de celkern, waar ongeveer 400 kopieën van het 42,9 kilobasenpaar (kb) grote rDNA-gen aanwezig zijn, gerangschikt in tandem repeats (herhalingen achter elkaar) in kernorganisatorregio's. Elke kopie bevat een ~13,3 kb sequentie coderend voor de 18S, de 5,8S en de 28S RNA-moleculen, verweven met twee internal transcribed spacers (nucleotidesequenties er tussen), ITS1 en ITS2, en geflankeerd stroomopwaarts door een extern getranscribeerd 5'-tussenstuk (spacer) en stroomafwaarts door een extern getranscribeerd 3'-tussenstuk. Deze onderdelen worden samen getranscribeerd en vormen zo het 45S pre-rRNA. Het 45S pre-rRNA wordt dan post-transcriptioneel gesplitst door proteolyse van de C/D-box en de H/ACA-box snoRNA's (small nucleolar RNA) en worden de twee tussenstukken verwijderd, waardoor de drie rRNA's in drie stappen gevormd worden. Het 5S ribosomaal RNA wordt getranscribeerd door polymerase III, omdat polymerase I een eenvoudige structuur heeft en daardoor snel kan werken in exponentieel groeiende cellen. Daar maakt RNA-polymerase I tot 60 % van de totale transcriptie uit.

### Subeenheden[7]
| Saccharomyces cerevisiae Pol I subeenheden | Synoniemen                              | Al of niet in de andere RNA-polymerasen voorkomend | Menselijk gen | Aantal proteïnogene aminozuren | Menselijke Pol I subeenheden                         |
| ------------------------------------------ | --------------------------------------- | -------------------------------------------------- | ------------- | ------------------------------ | ---------------------------------------------------- |
| RPA1                                       | DKFZP586M0122, FLJ21915, RPO1-4, RPA190 | I                                                  | POLR1A        | 1716                           | RNA polymerase I subunit A                           |
| RPA2                                       | Rpo1-2, FLJ21921, FLJ10816, RPA135      | I                                                  | POLR1B        | 1196                           | hRPA127, RNA polymerase I subunit B                  |
| RPA49                                      |                                         | I                                                  |               | 415                            | PAF53, RNA polymerase I subunit RPA49                |
| RPA43                                      |                                         | I                                                  |               | 326                            | hRPA43, RNA polymerase I subunit RPA43               |
| RPA40                                      | AC40, RPA40, RPA39, RPA5, RPAC1         | I, III                                             | POLR1C        | 346                            | hRPA40, RNA polymerase I subunit C                   |
| RPA34,5                                    | CAST (PAF49)                            | I                                                  |               | 510                            | RNA polymerase I subunit RPA34                       |
| RPB5                                       | ABC27, RPA7, RPC9, YBR154C, YBR1204     | I, II, III                                         | POLR2E        | 215                            | hRPB5, RNA polymerase II subunit E                   |
| RPB6                                       | ABC23, RPB6, YPR187W, P9677.8           | I, II, III, IV, V                                  | POLR2F        | 137                            | hRPB6, RNA polymerases I, II, and III subunit RPABC2 |
| RPA19                                      | AC19, RPC19 YNL113W, N1937              | I, III                                             | POLR1D        | 133                            | hRPA19, RNA polymerases I and III subunit RPAC2      |
| RPB8                                       | ABC14,5                                 | I, II, III, IV, V                                  | POLR2H        | 150                            | hRPB8, RNA polymerases I, II, and III subunit RPABC3 |
| RPA12                                      | RRN4, YJR063W, J1747                    | I                                                  |               | 125                            | hRPB12,2, RNA polymerase I subunit RPA12             |
| RPA14                                      | RABC4                                   | I                                                  |               | 137                            | RNA polymerase I subunit RPA14                       |
| RPC10                                      | ABC10β                                  | I, II, III                                         | POLR2K        | 58                             | hRPB10, RNA polymerases I, II en III subunit RPABC4  |
| RPB12                                      | ABC10α, RPABC5                          | I, II, III, IV, V                                  | POLR2L        | 67                             | hRPB12, RNA polymerase II subunit L                  |

## Regulering van de rRNA-transcriptie
De snelheid van celgroei is direct afhankelijk van die van de eiwitsynthese, die zelf weer op een ingewikkelde wijze gekoppeld is aan de ribosoomsynthese en rRNA-transcriptie. Intracellulaire signalen moeten de synthese van rRNA coördineren met de translatie van andere eiwitcomponenten. Bekend is dat het Mycgen, dat andere genen reguleert, zich bindt aan het menselijk ribosomaal-DNA voor het stimuleren van de rRNA-transcriptie door het RNA polymerase I.  Er zijn twee specifieke mechanismen gevonden die de juiste controle uitoefenen op de rRNA-synthese en de  RNA-polymerase I gestuurde transcriptie.
Gelet op het grote aantal rDNA-genen (meerdere honderden), die beschikbaar zijn voor translatie, is het eerste mechanisme betrokken bij de afstemming van het aantal genen, die op een bepaald moment moeten worden getranscribeerd. In de cellen van zoogdieren varieert het aantal rDNA-genen tussen de typen cellen en de mate van celdifferentiatie. In het algemeen geldt dat als een cel meer gedifferentieerd is het minder groeit en daarom een lagere rRNA-synthese heeft en er een vermindering van het aantal getranscribeerde rDNA-genen optreedt.
Als de rRNA-synthese wordt gestimuleerd, bindt de SL1 (selectieve factor 1) aan de promotoren van de rDNA-genen, waarna RNA-polymerase I aan het pre-initiatiecomplex bindt en de transcriptie van rRNA begint.
Veranderingen in de rRNA-transcriptie kan ook gebeuren door veranderingen in de snelheid van transcriptie. Synthese van rRNA kan toe- of afnemen zonder veranderingen in het aantal actief getranscribeerde rDNA's.

## RNA-polymerase I-transcriptiecyclus
Bij de transcriptie worden drie hoofdstadia onderscheiden:
1. Initiatie: de binding van het RNA-polymerasecomplex aan de promotoren van de genen met behulp van transcriptiefactoren.
2. Elongatie: de actuele transcriptie van het merendeel van genen in de overeenkomstige RNA-sequentie.
3. Terminatie: het stoppen van de RNA-transcriptie en het ontmantelen van het RNA-polymerasecomplex.

### Initiatie
RNA polymerase I heeft geen TATA-box in de promotor nodig, in plaats daarvan gebruikt het een stroomopwaarts controle-element (UCE=ultra-conserved element) dat zich bevindt tussen −200 en −107 en een kernelement (core element) tussen −45 en +20.

Rol van de transcriptiefactor bij de regulering van de genexpressie

1. De dimere eukaryotische bovenstroomse bindingsfactor (upstreambindingsfactor (UBF)) bindt het UCE en het kernelement.
2. UBF werft en bindt een ∼300 kDa groot proteïnecomplex, bij mensen SL1[13] en bij muizen TIF-IB genoemd[14] en dat is samengesteld uit de TATA-bindingsproteïne (TBP) en de drie TBP-geassocieerde factoren (TAF's), TAF48, TAF63 en TAF110 bij mensen en bij muizen TAF48, TAF68 en TAF95.
3. Het UBF-dimeer bevat meerdere zeer mobiele boxgroepen (high-mobility-group boxes:HMG-boxen) die lussen maken in de bovenstroomse regio, waardoor het UCE en het kernelement met elkaar in contact komen.
4. RRN3/TIF-IA is gefosforyleerd en het RNA-polymerase I bindt.
5. RNA-polymerase I bindt aan het UBF/SL1-complex met behulp van RRN3/TIF-IA, waarna de transcriptie begint.

NB. Bij verschillende organismen is bovenstaand proces variabel.

### Elongatie

Simpel diagram van de elongatie met promotor elementen en RNAP (RNAP = RNA-polymerase)

De RNA-synthese kan worden gestart en de RNA-streng groeit in 5' → 3'-richting. Deze fase wordt elongatie genoemd. Tijdens de elongatie moet telkens het dubbelstrengs-DNA uit elkaar worden gehouden vlak voor de RNA-polymerase. Dit wordt door een transcriptiefactor bewerkstelligd, namelijk TFIIH (transcriptiefactor II met helicase activiteit).
Vlak na de elongatie wordt aan het 5'-einde van de RNA-synthetiserende streng een beschermingselement aangebracht, een zogenaamde 'kap' ('cap').
Op het moment dat RNA-polymerase I loskomt van de promotor, blijven UBF en SL1 gebonden en staan ze klaar om een ander RNA-polymerase I in te schakelen. Zo kan een actief rDNA-gen meerdere keren tegelijkertijd getranscribeerd worden. Dit in tegenstelling tot RNA-polymerase II dat zich op een bepaald moment alleen maar kan binden aan één complex. Terwijl verlenging in vitro ongehinderd doorgaat is het nog niet duidelijk of dit proces ook in een cel plaats vindt gelet op de aanwezigheid van nucleosomen.

### Terminatie
Bij hogere eukaryoten bindt en buigt de transcriptieterminatiefactor RNA-polymerase I (TTF-I) de terminatieplaats aan het 3'-eind van het getranscribeerde gebied. Hierdoor wordt RNA-polymerase I gedwongen te pauseren. TTF-I zorgt er met de hulp van de polymerase-I en transcriptie-releasefactor (PTRF) en een T-rijk gebied voor, dat RNA-polymerase I de transcriptie staakt en loslaat van het DNA en de nieuw getranscribeerde sequentie.

## Bepaling type RNA-polymerase
Alfa-amanitine wordt door zijn werkingsmechanisme ook veelal gebruikt als een stuk gereedschap in wetenschappelijke studies in moleculaire biologie en biologisch onderzoek. Het kan gebruikt worden om te bepalen welke vormen van RNA-polymerase aanwezig zijn. Men test dan de gevoeligheid van de RNA-polymerase in aanwezigheid van alfa-amanitine. RNA-polymerase I, RNA-polymerase IV en RNA-polymerase V zijn ongevoelig, RNA-polymerase II zeer gevoelig en RNA-polymerase III is enigszins gevoelig voor alfa-amanitine.